# Joe Medicine Crow
Joe Medicine Crow (27 oktober 1913 – 3 april 2016) was een Amerikaans historicus en schrijver over de Crows, een Indianenstam uit de Verenigde Staten. Hij beschreef ook uitgebreid de Slag bij de Little Bighorn.

## Biografie
Crow werd geboren in 1913. Zijn stiefgrootvader was White Man Runs In, die aan de zijde vocht van George Armstrong Custer in de Slag bij de Little Bighorn. Crow was de laatste levende persoon die de verhalen over de slag rechtstreeks gehoord heeft van de personen die aanwezig waren bij deze slag. In 1939 behaalde Crow een Master in antropologie. In de Tweede Wereldoorlog vocht hij voor de United States Army. Hij was daardoor de laatste die de eretitel War Chief heeft verkregen. 
Crow overleed in 2016 op 102-jarige leeftijd. 

## Onderscheidingen
- Bronze Star
- Legioen van Eer
- Presidential Medal of Freedom